# Catena Chiarescons-Cornaget-Resettum
La Catena Chiarescons-Cornaget-Resettum è un gruppo montuoso delle Prealpi Carniche, posto in Friuli-Venezia Giulia (provincia di Pordenone e Udine), che prende il nome dalle tre montagne più significative: il Monte Chiarescons, il Cornaget ed il Resettum, formando la parte centrale delle Prealpi Carniche.

## Classificazione

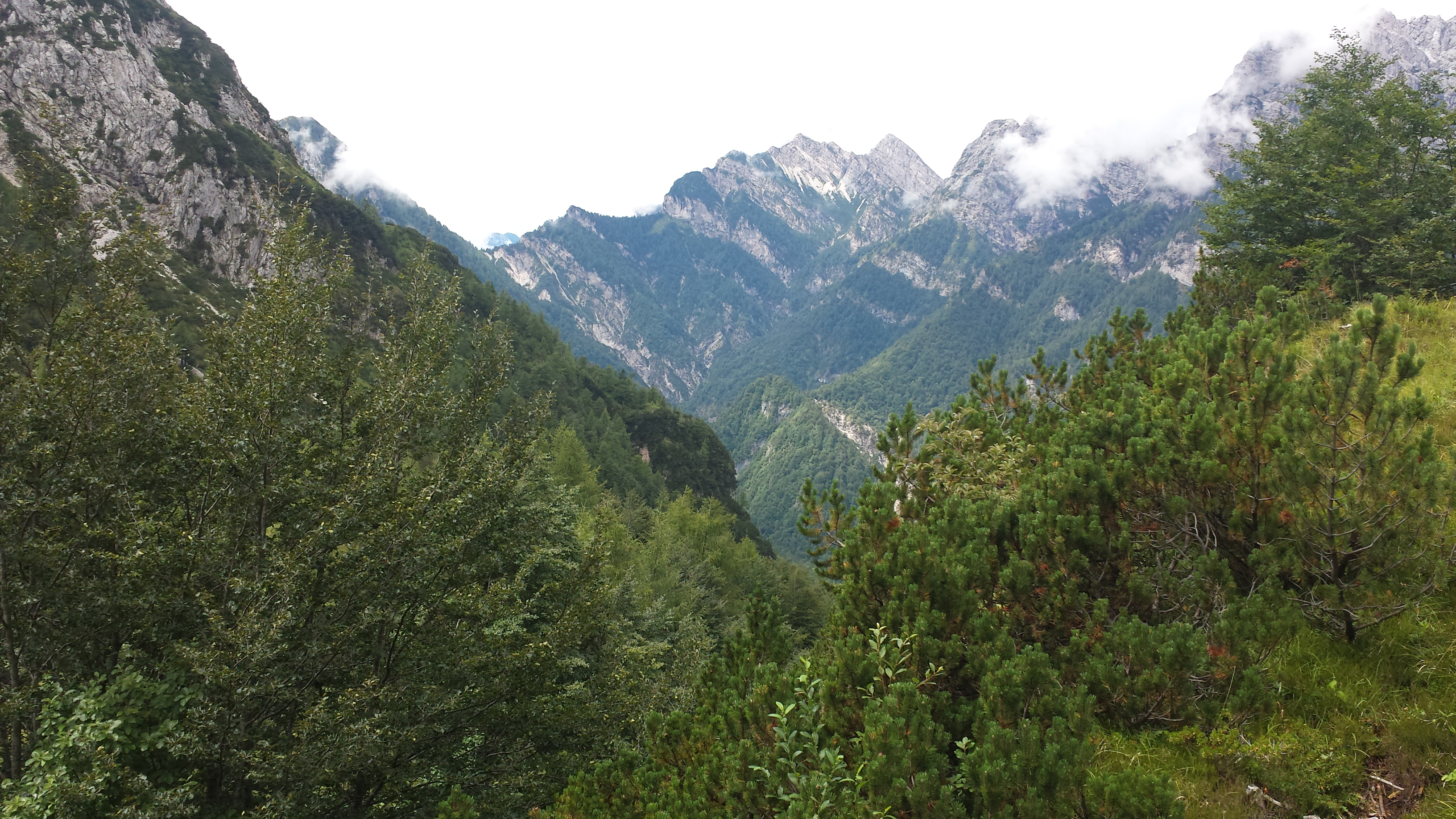
Cornaget

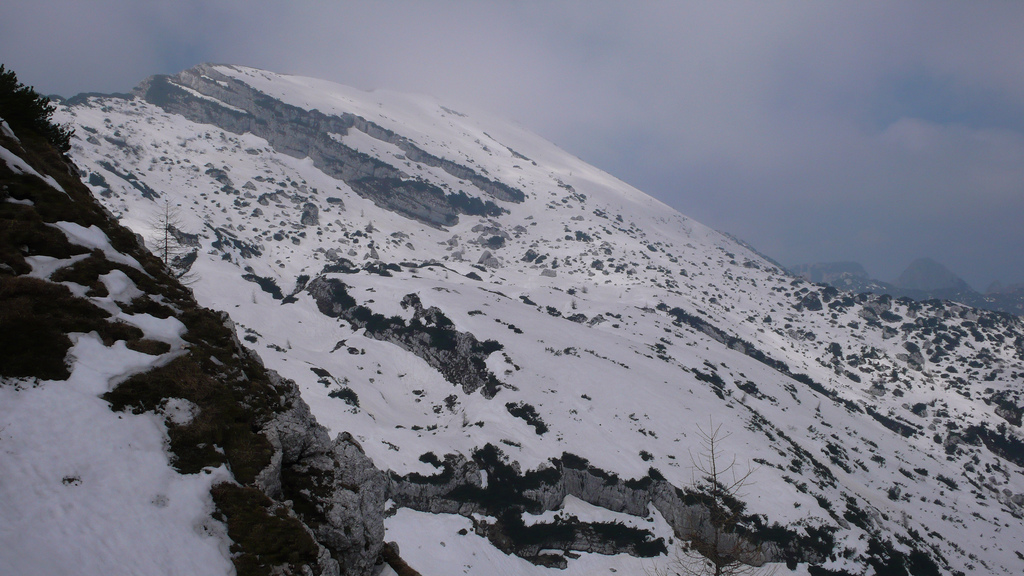
Raut

Secondo la SOIUSA la Catena Chiarescons-Cornaget-Resettum è un supergruppo alpino con la seguente classificazione:
- Grande parte = Alpi Orientali
- Grande settore = Alpi Sud-orientali
- Sezione = Alpi Carniche e della Gail
- Sottosezione = Prealpi Carniche
- Supergruppo = Catena Chiarescons-Cornaget-Resettum
- Codice = II/C-33.III-B

## Delimitazioni
Ruotando in senso orario i limiti geografici sono: Forcella di Lareseit, valle del Tagliamento, Forcella di Monte Rest, Val Meduna, Piana di Maniago, Valcellina, Val Settimana, Forcella di Lareseit.

## Suddivisione
Secondo la SOIUSA la Catena Chiarescons-Cornaget-Resettum è ulteriormente suddivisa in tre gruppi:
- Dorsale del Chiarescons (5)
- Dorsale Cornaget-Caserine (6)
- Dorsale Resettum-Raut (7)

## Vette
Alcune delle vette principali della Catena Chiarescons-Cornaget-Resettum sono:
- Cornaget - 2.323 m
- Caserine Alte - 2.306 m
- Caserine Basse - 2.255 m
- Monte Chiarescons - 2.168 m
- Monte Burlaton - 2.121 m
- Vetta Fornezze - 2.110 m
- Resettum - 2.067 m
- Monte Dosaip - 2.062 m
- Raut - 2.025 m
- Monte Frascola - 1.961 m
- Cimon di Agar - 1.932 m
- Punta del Mezzodi - 1.923 m
- Monte Jôf - 1.224 m